# هيئة السلامة الإلكترونية
هيئة السلامة الإلكترونية هي كيان تنظيمي في باكستان مصمم للإشراف على المحتوى عبر الإنترنت والتحكم فيه. وافق مجلس الوزراء الفيدرالي الباكستاني، بقيادة رئيس الوزراء الباكستاني شهباز شريف ، على مشروع قانون هيئة السلامة الإلكترونية في 26 يوليو 2023.